# Chileense presidentsverkiezingen 1886
De Chileense presidentsverkiezingen van 1886 vonden op 15 juni van dat jaar plaats. De verkiezingen werden gewonnen door de kandidaat van de Partido Liberal.
| Kandidaat | Kandidaat | Kandidaat                        | Partij | Partij          | Stemmen | Percentage |
| --------- | --------- | -------------------------------- | ------ | --------------- | ------- | ---------- |
|           |           | José Manuel Balmaceda Fernández  |        | Partido Liberal | 324     | 98,18%     |
|           |           | José Francisco Vergara Etchevers |        | Partido Radical | 6       | 1,82%      |
| Totaal    | Totaal    | Totaal                           |        |                 | 330     | 100%       |

- José Francisco Vergara werd, naast zijn eigen partij, ook gesteund door de Partido Nacional en enkele dissidente leden van de Partido Liberal

## Bron
- (es)  Elección Presidencial 1886